# Bříza (Cheb)
Bříza [ˈbr̝iːza] (deutsch Pirk) ist ein Ortsteil von Cheb in Tschechien.

## Geografie
Der Ort liegt beinahe fünf Kilometer westlich von Cetnov. Außer dieser Straßenverbindung gibt es noch eine nach Pomezí nad Ohří, das am südlich gegenüberliegenden Ufer des Stausees Skalka liegt. Im Norden liegt ein großer Wald, im Westen des Dorfes befinden sich Felder.

## Geschichte
Im Jahr 1965 wurde Bříza nach Cheb eingemeindet.

### Einwohnerentwicklung
| Jahr | Einwohnerzahl |
| ---- | ------------- |
| 1869 | 105           |
| 1880 | 105           |
| 1890 | 91            |
| 1900 | 89            |
| 1910 | 74            |

| Jahr | Einwohnerzahl |
| ---- | ------------- |
| 1921 | 66            |
| 1930 | 63            |
| 1950 | 26            |
| 1961 | 10            |
| 1970 | 9             |

| Jahr | Einwohnerzahl |
| ---- | ------------- |
| 1980 | 17            |
| 1991 | 14            |
| 2001 | 20            |
| 2011 | 35            |

## Grünflächen und Naherholung
In der Nähe des Ortes befindet sich das Naturreservat Studna u Lužné.

## Wirtschaft und Infrastruktur
In Bříza gibt es einen Campingplatz.